# چرخاب راس

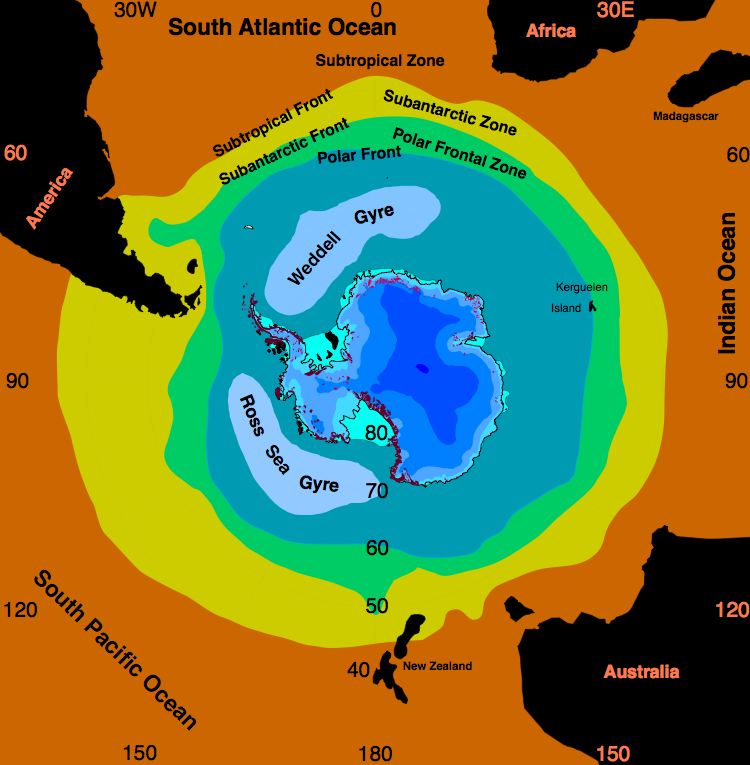
موقعیت چرخاب راس در دریای راس.

چرخاب راس (انگلیسی: Ross Gyre) یکی از دو چرخاب موجود در اقیانوس منجمد جنوبی است که در دریای راس واقع شده و در جهت ساعت‌گرد گردش می‌کند. پدید آمدن این چرخاب نتیجه برخورد و تعامل جریان پیراقطبی جنوبگان و فلات قاره جنوبگان است. در بخش مرکزی این چرخاب یخ دریایی وجود دارد.
برخی شواهد نشان می‌هد که گرمایش جهانی از دهه ۱۹۵۰ میلادی باعث کاهش شوری آب‌های چرخاب راس شده است.